# 바레인 인터내셔널 서킷
바레인 인터내셔널 서킷(영어: Bahrain International Circuit)은 바레인 사키르에 2004년 세워진 바레인의 모터 스포츠 경기장이다. 길이가 6.299 km 이고 코너가 15개이다.

## 같이 보기
- 바레인 그랑프리
- 포뮬러 원 서킷 목록